# Griot

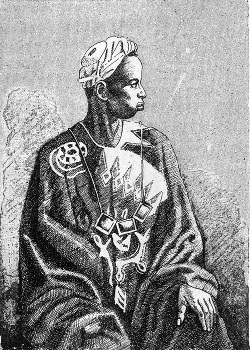
Griot en traje de fiesta (1890).

Un griot (de la transliteración francesa "guiriot" de la palabra portuguesa "criado", término masculino singular para "sirviente") o jeli (djeli o djéli en francés) es un narrador de historias de África Occidental. El griot cuenta la historia como lo haría un poeta, un cantante de alabanzas o un músico ambulante. Un griot es un depósito de tradición oral. Como tal, en ocasiones se le conoce como bardo. De acuerdo a Paul Oliver en su libro Savannah Syncopators, «aunque [el griot] debe conocer muchas canciones tradicionales sin equivocación, también debe contar con la habilidad de improvisar sobre acontecimientos actuales, hechos casuales y todo aquello que le rodea. Su ingenio puede ser devastador y su conocimiento de la historia local, formidable». Aunque son conocidos popularmente como 'cantantes de alabanzas', los griots pueden utilizar su habilidad vocal también para contar chismorreos, sátiras o hacer comentarios políticos.
Los griots se pueden encontrar en la actualidad en multitud de países de África Occidental, como Malí, Gambia, Guinea, Guinea-Bisáu, Mauritania y Senegal, y están presentes entre los pueblos mandé (mandinka, malinké, bambara, etc.), fulbé (fulani), hausa, songhai, tukulóor, wolof, serer, mossi, dagomba, árabes mauritanos y multitud de otros grupos más pequeños.
En las lenguas africanas, los griots son conocidos mediante un sinfín de nombres: jeli en las áreas mande del norte, jali en las áreas mande del sur, guewel en wolof o gawlo en pulaar (fula). Los griots forman una casta endogámica, y la mayoría solo contrae matrimonio con otros griots. Quienes no son griots, normalmente no interpretan del mismo modo que ellos.

## Términos "griot" y "jali"
El término mandé jeliya (traducido como "habilidad musical") se utiliza a veces en el ámbito de los griots, indicando la naturaleza hereditaria de esta habilidad. Jali viene de la palabra jali o djali (sangre). Esta palabra es también el nombre dado a los griots en las áreas que formaron el antiguo Imperio de Malí. Aunque el uso de "griot" es muy común en inglés, algunos defensores de los griots, como Bakari Sumano, prefieren el término jeli.

## Artistas y grupos griot significativos
- Sura Susso (Gambia)
- Ablaye Cissokko (Senegal)
- Abdoulaye Diabaté (Malí)
- Alassane Sarr (Senegal)
- Alhaji Musa Dan Kwairo (Nigeria)
- Alpha Oulare (Guinea)
- Aly "Alisco" Diabate (Guinea)
- Afel Bocoum (Malí)
- Gokh-Bi System (Senegal)
- Amadu Bansang Jobarteh (Gambia)
- Ami Koita (Malí, 1952-)
- Atongo Zimba (Ghana)
- Baaba Maal (Senegal)
- Baay Bia (Senegal)
- Ba Cissoko (Guinea)
- Baba Sissoko (Malí)

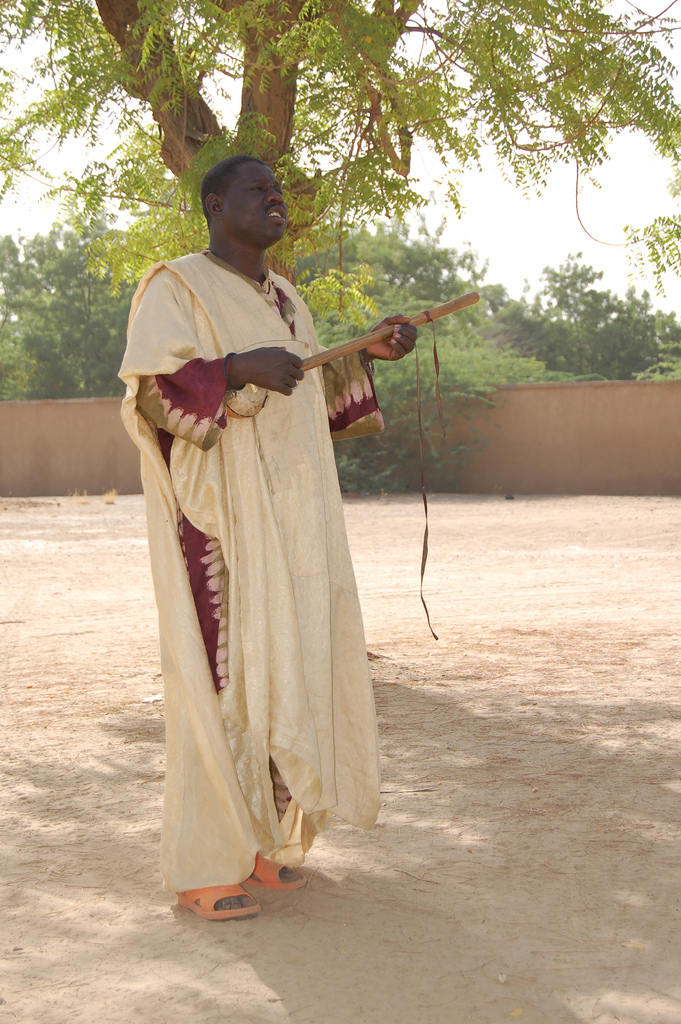
Un griot nigerino.

- Badenya les Frères Coulibaly (Burkina Faso)
- Balla Kouyate (Malí)
- Balla Tounkara (Malí)
- Batch Gueye (Senegal)
- Bawa Abudu (Ghana)
- Boubacar Diabate (Malí)
- Boubacar Traoré (Malí)
- Buli Galissa (Guinea Bissau)
- Cheick Hamala Diabaté (Malí)
- Daby Balde (Senegal)
- Dan Maraya (Nigeria)
- Dembo Jobarteh (Gambia)
- Dimi Mint Abba (Mauritania)
- Djeli Moussa Diawara or Jali Musa Jawara (Guinea)
- Djelimady Tounkara (Malí)
- Djimo Kouyate (Senegal)
- Dou Dou N'Diaye Rose (Senegal)
- El Hadj Djeli Sory Kouyate (Guinea)
- Etran Finatawa (Níger)
- Foday Musa Suso (Gambia)
- Habib Koité (Malí)
- Famoro Dioubaté's Kakande (Guinea/Nueva York)
- Fanta Damba (Malí, 1938-)
- Kandia Kouyaté (Malí, 1959-)
- Kasse Mady Diabate (Malí)
- King Ayisoba (Ghana)
- Lamin Saho (Gambia)
- Malamini Jobarteh (Gambia)
- Mamadou Diabaté (Malí)
- Mamadou Lynx N'Diaye (Senegal)
- Muhamman Shata (Nigeria)
- Mory Kanté (Guinea)
- Mansour Seck
- N'Faly Kouyate (Guinea)
- National Instrumental Ensemble of Guinea (Guinea)
- Nino Galissa (Guinea Bissau)
- Nuru Kane (Senegam)
- Papa Susso (Gambia)
- Pape Kanoutè (Senegal)
- Prince Diabaté (Guinea)
- Rokia Traoré (Malí)
- Salieu Suso (Gambia)
- Sona Jobarteh (Gambia)
- Backa Niang (Senegal)
- Sanjally Jobarteh (Gambia)
- Seikou Susso (Gambia)
- Sherrifo Konteh (Gambia)
- Sirifo Kouyate (Senegal)
- Sotigui Kouyaté (Mali)
- Toumani Diabaté (Malí)
- Vieux Diop (Senegal)
- Yacouba Sissoko (Malí)
- Youssou N'Dour (Senegal)
- Jac-D aka el Djeli (Perú)